# Glossosoma subaequale
Glossosoma subaequale är en nattsländeart som beskrevs av Schmid 1971. Glossosoma subaequale ingår i släktet Glossosoma och familjen stenhusnattsländor. Inga underarter finns listade i Catalogue of Life.